# Ljutaje
Ljutaje (izvirno srbsko Љутаје) je naselje v Srbiji, ki upravno spada pod Občino Sjenica; slednja pa je del Zlatiborskega upravnega okraja.

## Demografija
V naselju, katerega izvirno (srbsko-cirilično) ime je Љутаје, živi 54 polnoletnih prebivalcev, pri čemer je njihova povprečna starost 30,0 let (26,1 pri moških in 34,8 pri ženskah). Naselje ima 18 gospodinjstev, pri čemer je povprečno število članov na gospodinjstvo 4,89.
|  |

| Demografija | Demografija     | Demografija     |
| Leto        | Št. prebivalcev | Št. prebivalcev |
| ----------- | --------------- | --------------- |
|             |                 |                 |
|             |                 |                 |
|             |                 |                 |
|             |                 |                 |
| 1948        | 138             |                 |
| 1953        | 151             |                 |
| 1961        | 164             |                 |
| 1971        | 127             |                 |
| 1981        | 124             |                 |
| 1991        | 116             | 111             |
| 2002        | 112             | 88              |
|             |                 |                 |

| Etnična sestava po popisu iz leta 2002 | Etnična sestava po popisu iz leta 2002 | Etnična sestava po popisu iz leta 2002 | Etnična sestava po popisu iz leta 2002 | Etnična sestava po popisu iz leta 2002 |
| -------------------------------------- | -------------------------------------- | -------------------------------------- | -------------------------------------- | -------------------------------------- |
| Bošnjaki                               | Bošnjaki                               |                                        | 81                                     | 92,04%                                 |
| Srbi                                   | Srbi                                   |                                        | 6                                      | 6,81%                                  |
| Neznano                                | Neznano                                |                                        | 0                                      | 0,0%                                   |